# Anton von Doblhoff-Dier
Pour les articles homonymes, voir Dier.
Anton von Doblhoff-Dier est un homme d'État autrichien, né à Goritz le 10 novembre 1800 et mort à Vienne le 16 avril 1872.
Il est le quatrième ministre-président d'Autriche pendant la révolution autrichienne du 8 juillet 1848 au 18 juillet 1848.

## Biographie
Anton von Doblhoff-Dier est le fils de Joseph von Doblhoff-Dier (1770-1831), conseiller à la cour autrichienne (Hofrat), et de son épouse Josepha von Buschmann (1773-1846). 
En 1848, il est député du Reichstag autrichien, et est nommé ministre du commerce au sein du gouvernement de Franz von Pillersdorf. À la suite de la démission de Pillersdorf, le 8 juillet, il endosse, pour quelques jours seulement, la fonction de ministre-président d'Autriche et reprend également la fonction de ministre des affaires intérieures de l'éducation. 
Après l'échec définitif de la révolution autrichienne, il occupe le poste de l'envoyé autrichien aux Pays-Bas de 1849 à 1858. De 1861 à 1867,  il est député au sein du Landtag de Basse-Autriche et du Reichsrat ; en 1867, il est nommé membre de la chambre haute (Herrenhaus).